# Bon Homme County
Bon Homme County är ett administrativt område i delstaten South Dakota, USA. År 2010 hade countyt 7 070 invånare. Den administrativa huvudorten (county seat) är Tyndall. 

## Geografi
Enligt United States Census Bureau så har countyt en total area på 1 506 km². 1 459 km² av den arean är land och 47 km² är vatten.  

### Angränsande countyn
- Hutchinson County, South Dakota - nord
- Yankton County, South Dakota - öst
- Knox County, Nebraska - syd
- Charles Mix County, South Dakota - väst